# Barrera electoral
La barrera electoral (també coneguda com a barrera legal) és la quantitat mínima de vots que necessita una llista electoral per a tenir dret a què li sigui aplicada la fórmula electoral i poder participar així en el repartiment d'escons.
La barrera electoral es fa servir tant en sistemes electorals proporcionals com en sistemes majoritaris amb la fórmula de majoria absoluta. La barrera pot consistir en un percentatge mínim de vots o bé en una quantitat mínima de vots i busca impedir l'excessiva fragmentació de les institucions.
La barrera electoral varia força d'un país a un altre. D'entre els sistemes proporcionals amb una barrera més baixa hom troba Israel, on cal aconseguir un 2% dels vots per entrar al Knesset. A les eleccions al Parlament de Catalunya cal un 3%, mentre que a les eleccions a les Corts Valencianes cal un 5%. A Espanya, la barrera electoral està situada al 3% per a les eleccions al Congrés dels Diputats i al 5% per a les eleccions municipals i al Consell General d'Aran.
També varia el territori en què cal superar la barrera electoral. Així, mentre que a les eleccions al Parlament de Catalunya o al Congrés dels Diputats espanyol la barrera del 3% es calcula circumscripció per circumscripció, en altres comicis es pren en compte el conjunt del territori. Aquest és el cas de les eleccions a les Corts Valencianes o de les eleccions al Bundestag alemany.